# امیرعباس آینه‌چی
امیرعباس آینه‌چی (زاده ۱۶ بهمن ۱۳۷۲ - تهران) یک بازیکن فوتبال اهل ایران است. او هافبک چپ بازیکن آزاد است.